# Finlay Mickel
Finlay Mickel (Edimburgo, 6 dicembre 1977) è un ex sciatore alpino britannico specialista delle prove veloci.

## Biografia

### Stagioni 1995-2005
Attivo in gare FIS dal gennaio del 1995, Mickel esordì in Coppa Europa l'11 dicembre 1996 a Obereggen in supergigante (70º), in Coppa del Mondo il 25 novembre 2000 a Lake Louise in discesa libera (58º) e ai Campionati mondiali a Sankt Anton am Arlberg 2001, piazzandosi 35º nel supergigante e non completando la discesa libera.
Conquistò i primi punti in Coppa del Mondo l'8 dicembre 2001, quando arrivò 25º nella discesa libera di Val-d'Isère; ai Mondiali di Sankt Moritz 2003 si piazzò 33º nella discesa libera, 29º nel supergigante e 24º nella combinata, mentre a quelli di Bormio/Santa Caterina Valfurva 2005 fu 11º nella discesa libera e 23º nel supergigante. Sempre nel 2005 ottenne l'unica vittoria in Coppa Europa, nonché unico podio, l'11 marzo a Roccaraso in discesa libera.

### Stagioni 2006-2009
Il 14 gennaio 2006 ottenne a Wengen in discesa libera  il miglior piazzamento in Coppa del Mondo (10º) e ai successivi XX Giochi olimpici invernali di Torino 2006, sua unica presenza olimpica, si classificò 25º nella discesa libera e 22º nel supergigante. Ai Mondiali di Åre 2007, suo congedo iridato, si piazzò 26º nella discesa libera e non completò il supergigante.
Prese per l'ultima volta il via in Coppa del Mondo il 30 novembre 2008 a Lake Louise in supergigante, senza completare la prova, e si ritirò al termine di quella stessa stagione 2008-2009, dopo aver subito nelle ultime due stagioni agonistiche alcuni infortuni che l'avevano tenuto lontano dalle piste vari mesi; la sua ultima gara fu lo slalom gigante dei Campionati britannici 2009, disputato il 4 aprile a Méribel e chiuso da Mickel al 10º posto.

## Palmarès

### Coppa del Mondo
- Miglior piazzamento in classifica generale: 62º nel 2005

### Coppa Europa
- Miglior piazzamento in classifica generale: 50º nel 2005
- 1 podio:
  - 1 vittoria

#### Coppa Europa - vittorie
| Data          | Località  | Paese  | Specialità |
| ------------- | --------- | ------ | ---------- |
| 11 marzo 2005 | Roccaraso | Italia | DH         |

Legenda:

DH = discesa libera

### South American Cup
- Miglior piazzamento in classifica generale: 7º nel 2008
- Vincitore della classifica di supergigante nel 2008
- 1 podio:
  - 1 vittoria

#### South American Cup - vittorie
| Data           | Località | Paese | Specialità |
| -------------- | -------- | ----- | ---------- |
| 31 agosto 2007 | La Parva | Cile  | SG         |

Legenda:

SG = supergigante

### Campionati britannici
- 18 medaglie[2]:
  - 11 ori (supergigante nel 2000; supergigante nel 2001; supergigante, slalom gigante nel 2002; discesa libera, supergigante nel 2003; discesa libera, supergigante nel 2004; discesa libera nel 2005; discesa libera nel 2007; discesa libera nel 2009)
  - 5 argenti (discesa libera nel 1997; discesa libera, slalom gigante nel 2000; discesa libera nel 2002; slalom gigante nel 2005)
  - 2 bronzi (supergigante nel 1997; supergigante nel 2007)